# Réserve naturelle de la Cascade de Wilczka

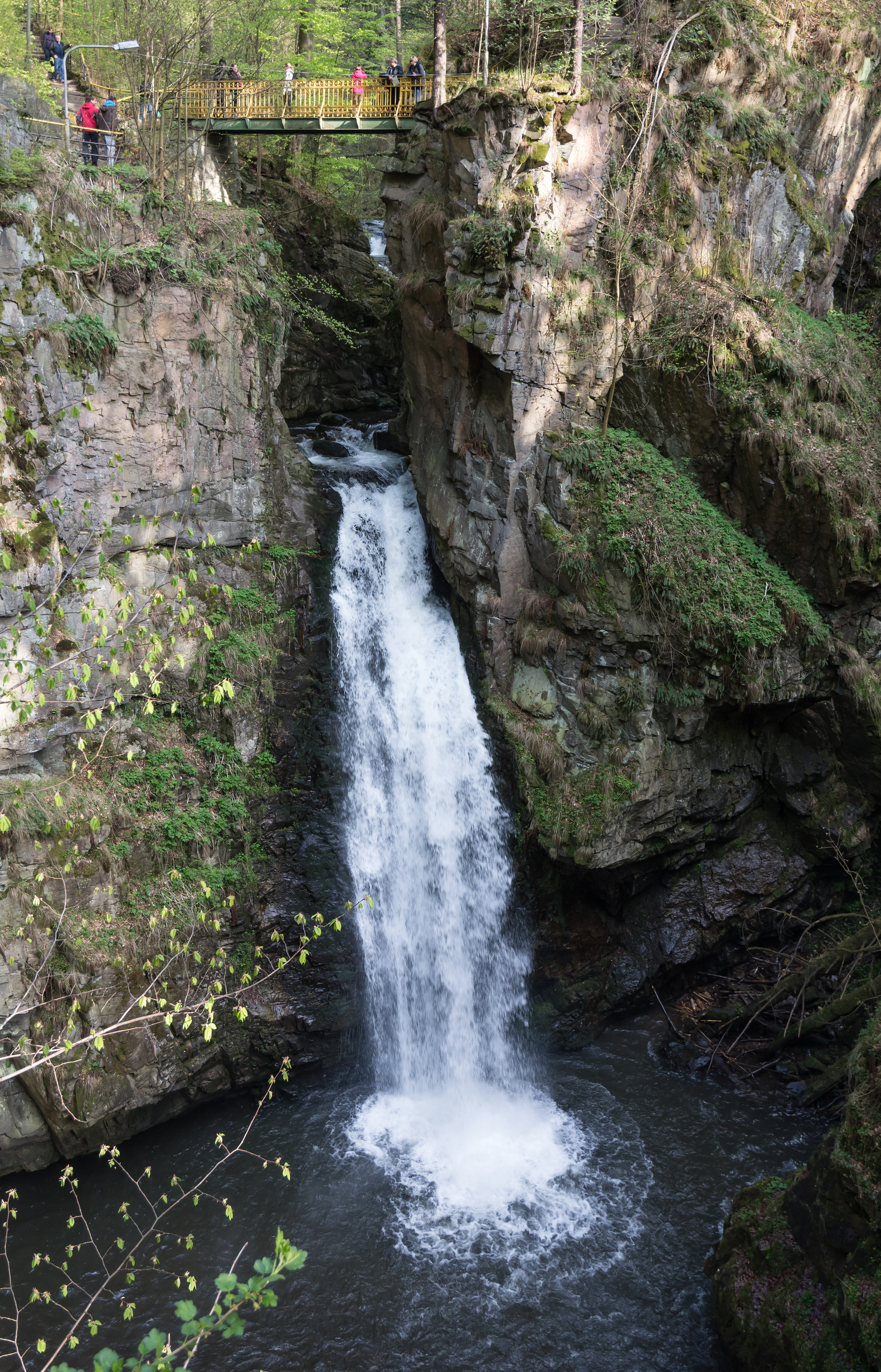
Fragment de la réserve avec la cascade de Wilczka.

La réserve naturelle « la Cascade de Wilczka » est une réserve naturelle paysagère qui est située dans la voïvodie de Basse-Silésie, le district de Kłodzko et dans la commune de Bystrzyca Kłodzka, près du village Międzygórze.

## Position et description
La réserve se trouve dans le Parc Paysager de Śnieżnik, à l’altitude de 570 m, dans la zone spéciale de conservation PLH020016 du Réseau Natura 2000.
La réserve qui a 2,75 ha de surface a été fondée en 1958. Elle englobe le territoire autour de la cascade, du bassin et de la gorge de Wilczka. Dans un arrêté de 2012, on a annoncé la diminution de surface de la réserve à 2,65 ha, mais il s’est avéré qu’on a omis deux paragraphes pendant les travaux sur l’arrêté. Un arrêté de 2016 a corrigé cette erreur et il a rétabli la surface correcte de 2,75 ha.
Sur le territoire de la réserve, il y a une forêt de hêtres avec le sapin, l’érable sycomore et l’épicéa. On peut y trouver les espèces de plantes suivantes : cardamine glanduligera, le gaillet odorant, le sceau-de-Salomon verticillé, le prénanthe pourpre, elymus europaeus, l’athyrium fougère-femelle, phegopteris connectilis, dryopteris dilatata, le lamier jaune, festuca altissima. Le microclimat frais, sombre et humide est favorable pour la végétation des bryophytes. Le fond et l’entrée du ravin sont recouverts de communautés végétales des pétasites et d’espèces qui ont besoin d’humidité, telles que : le pétasite blanc, l'adénostyle à feuilles d'alliaire, la laitue des Alpes et la lunaire vivace.

## Chute d’eau
La cascade Wilczka (en allemand : Wölfelsfall) qui était appelée autrefois la cascade Żeromski (en polonais : Wodogrzmoty Żeromskiego) est située sur la rivière Wilczka dans le mont Śnieżnik (Sudètes orientales), à côté de Międzygórze. Elle a 22 m de la hauteur et elle est la deuxième cascade la plus haute dans les Sudètes polonais, après la Cascade de Kamieńczyk. Avant la grande inondation de 1997, l’eau tombait d’une hauteur de 5 m de plus. Il s’est avéré que l’inondation a causé une érosion du surplomb artificiel du début du XIXe siècle. Avant 1945, la cascade atteignait 30 m de hauteur. La cascade tombe du rocher de 3 m au bassin creusé dans les micaschistes moins résistants. En hiver, la cascade de glace se forme autour de la chute d’eau.
La création de la cascade est liée à une élévation d’une faille du Tertiaire qui coupe le cours de la rivière. Les rochers autour de la cascade, ce sont les gneiss de Gierałtów. La gorge d’environ 3 m de largeur, 20 m de longueur et 15 m de profondeur est appelée le canyon américain. Après environ 300 m, la rivière Wilczka coule dans la vallée bien plus large, coupée par le barrage de 1908.

## Tourisme
La première description de cet endroit de H. Reisser vient de 1781. La gorge de la rivière était considérée comme infranchissable jusqu’en 1834, quand les officiers Lutz et von Leuthold l’ont traversé à la nage. Depuis la fin du XVIIIe siècle, la cascade était la destination des excursions de ressorts de Lądek-Zdrój et Długopole-Zdrój. Au XIXe siècle, à l’époque de la princesse Marianne d’Orange-Nassau, on a créé un petit parc avec une fontaine dans le style du jardin romantique au-dessus de la cascade. À l’initiative de la famille Negler, on a construit l’escalier, les balustrades et les passerelles pour pouvoir accéder aux points de vue panoramiques et au fond du ravin. On a demandé les droits d’entrée aux visiteurs. L’ancien parc n’a pas survécu à nos jours.
Actuellement, il existe plusieurs parcours pour les piétons dans la réserve.
- Aux environs de la réserve, il y a un sentier de randonnée de Międzygórze au mont Igliczna[4].
- Au-dessus de la cascade, il y a un petit pont d’acier et un point de vue panoramique sécurisé de l’autre côté.
- On a tracé deux sentiers botaniques sur le terrain de la réserve.
- À quelques dizaines de mètres de la cascade, le long de la route à Międzygórze, il se trouve un hôtel et un parking[4].